# Zero Branco
Zero Branco es una localidad y comune italiana de la provincia de Treviso, región de Véneto, con 10.734 habitantes.

## Evolución demográfica
| Gráfica de evolución demográfica de Zero Branco entre 1861 y 2001 |
|                                                                   |
| Fuente ISTAT - elaboración gráfica de Wikipedia                   |